# Ejido José María Morelos, Baja California
Ejido José María Morelos är en ort i Mexiko.   Den ligger i kommunen Ensenada och delstaten Baja California, i den nordvästra delen av landet, 2 100 km nordväst om huvudstaden Mexico City. Ejido José María Morelos ligger 9 meter över havet och antalet invånare är 442.
Terrängen runt Ejido José María Morelos är platt. Havet är nära Ejido José María Morelos åt sydväst.  Närmaste större samhälle är Luis Rodríguez, 4,6 km söder om Ejido José María Morelos.